# Comtat de Green
El Comtat de Green (en anglès: Green County) és un comtat localitzat al centre sud de l'estat estatunidenc de Wisconsin. Va ser fundat el 1836 i és un dels 72 comtats d'aquest estat. Segons el cens de l'any 2000 tenia 33.647 habitants i el 2010 tenia 36.842 habitants. La seu de comtat és Monroe.

## Geografia
Segons l'Oficina del Cens dels Estats Units, el comtat tenia una àrea total de 1.515,1 km², dels quals 1.512,6 km² eren terra i 2,6 km² (0,10%) eren aigua.

### Autovies principals
- Autopista 11 (Wisconsin)
- Autopista 39 (Wisconsin)
- Autopista 59 (Wisconsin)
- Autopista 69 (Wisconsin)
- Autopista 78 (Wisconsin)
- Autopista 81 (Wisconsin)
- Autopista 92 (Wisconsin)
- Autopista 104 (Wisconsin)

### Comtats adjacents
|  |  |  |
|  |  |  |
|  |  |  |

## Demografia

Piràmide de població del Comtat de Green (2000)

Segons el cens del 2000, hi havia 33.647 persones, 13.212 llars, i 9.208 famílies residint en el comtat. La densitat de població eren d'unes 22 persones per quilòmetre quadrat. Hi havia 13.878 cases en una densitat d'unes 9 per quilòmetre quadrat. La composició racial del comtat era d'un 98,14% blancs, 0,26% negres o afroamericans, un 0,21% natius americans, un 0,29% asiàtics, un 0,36% d'altres races, i un 0,75% de dos o més races. Un 0,97% de la població eren hispans o llatinoamericans de qualsevol raça. Per descendències, el 31,9% eren alemanys, un 20,3% suïssos, un 14,9% noruecs, un 6,7% irlandesos, un 5,7% anglesos i un 5,5% americans segons el cens del 2000. Un 96,5% parlava l'anglès com a primera llengua, un 2,0% l'alemany, i un 1,1% el castellà.
Hi havia 13.212 llars de les quals un 33,70% tenien menors d'edat viquent-hi, un 58,30% eren parelles casades, un 7,50% tenien una dona vivint-hi sola, un 30,30% no eren famílies. Un 25,00% de totes les llars estaven compostes únicament per una persona i un 11,20% tenien algú vivint-hi d'edat 65 o més. La mitjana de mida de totes les llars era de 2,51 persones i la de família era de 3,01 persones.
En el comtat, la població s'estenia en un 26,50% menors de 18 anys, un 6,70% de 18 a 24 anys, un 29,20% de 25 a 44 anys, un 22,90% de 45 a 64 anys, un 14,70% d'edat 65 o més. L'edat mediana era de 38 anys. Per cada 100 dones hi havia 96,90 homes. Per cada 100 dones d'edat 18 o més, hi havia 94,20 homes.

## Entitats de població

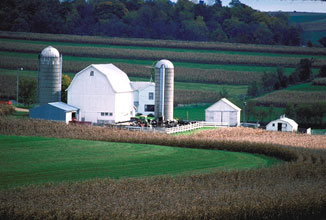
Una granja del comtat

| - Adams - Albany (vila) - Albany (poble) - Belleville - Brodhead - Brooklyn (vila) - Brooklyn (poble) - Browntown - Cadiz - Clarno - Decatur - Exeter - Jefferson | - Jordan - Juda - Monroe (ciutat) - Monroe (poble) - Monticello - Mount Pleasant - New Glarus (vila) - New Glarus (poble) - Spring Grove - Sylvester - Washington - York |